# Marc Keller
Ne doit pas être confondu avec Mark Keller.
Pour les articles homonymes, voir Keller.
Marc Keller, né le 14 janvier 1968 à Colmar, est un footballeur français évoluant au poste de milieu de terrain ou d'attaquant. Il hérite du surnom de « L'intello du foot » en raison de ses études poussées en parallèle de sa carrière sportive.
A sa retraite en 2001, Keller se lance dans une carrière de management. Il est le président de son ancien club, le RC Strasbourg, depuis 2012.

## Biographie

### En club
Après des débuts dans le Haut-Rhin dans les catégories de jeunes, Marc Keller, attaquant capable d'évoluer aussi bien en pointe que dans le couloir droit, dispute ses quatre premières saisons professionnelles au FC Mulhouse qui est alors un solide club de Ligue 2, disputant même une saison à l'échelon supérieur en 1989-1990.
En 1991, il rejoint le voisin strasbourgeois, le Racing Club de Strasbourg, alors entraîné par Gilbert Gress et devient rapidement un des chouchous du Stade de la Meinau. Le Racing remonte en première division à l'issue de cette saison 1991-1992 après quatre ans en ligue 2, grâce notamment à une attaque prolifique où Marc Keller est un titulaire indiscutable (34 matches débutés, 11 buts) aux côtés de Didier Monczuk.
Le jeune joueur mène par ailleurs des études supérieures à la faculté des sciences économiques et de gestion de l'Université de Strasbourg et décroche notamment une Licence de Sciences économiques.
En 1996, il signe avec le Karlsruher SC, pensionnaire de la Bundesliga. Ses prestations lui permettent de se faire remarquer et il est ainsi régulièrement convoqué en équipe de France. Après deux saisons réussies en Bundesliga, Keller signe à West Ham.

#### West Ham United
Marc Keller signe à West Ham en juillet 1998 dans le cadre d'un transfert libre avec le Karlsruher SC. Il fait ses débuts le 12 septembre 1998 lors d'une victoire 2-1 à domicile contre Liverpool en remplaçant John Hartson. C'est le 22 novembre 1998 qu'il marquera son premier but sous les couleurs de West Ham, lors d'une victoire à l'extérieur face à Derby County (2-0). Il jouera un total de 22 matchs et marquera 5 buts toutes compétitions confondues lors de sa première saison, qui permettra à West Ham de finir a la cinquième place de Premier League et de se qualifier à la Coupe Intertoto.
La saison suivante, Keller joue quatre matchs de Coupe Intertoto dont le match retour de la finale contre le FC Metz. West Ham gagne 3-1 pour s'imposer sur un score total de 3-2 et remporter le trophée,,. West Ham se qualifie donc pour la Coupe UEFA.
Keller joua trois des quatre matchs de son équipe dans la compétition et jouera 34 matchs pour 1 but lors du championnat 2000-2001. Malheureusement, il ne jouera qu'un seul match lors de la saison 2001-2002, contre Walsall en League Cup. En septembre 2000, Keller est envoyé en prêt a Portsmouth, jouant alors en Division One. Il y jouera trois matchs puis retournera à West Ham. En janvier 2001, il fut transféré à Blackburn Rovers.

#### Blackburn Rovers
Keller est apparu seulement cinq fois sous le maillot de Blackburn Rovers, lors de deux matchs de championnat et trois en FA Cup. Son dernier match eut lieu le 7 mars 2001, lors d'une victoire 3-0 à domicile contre Bolton Wanderers. Il s'agit son dernier match professionnel, à l'âge de 33 ans.

### En équipe de France
Marc Keller a porté à six reprises le maillot de l'équipe de France A entre 1995 et 1998. Il a honoré sa première sélection le 15 novembre 1995 à l'occasion d'un match qualificatif pour l'Euro 1996 contre Israël. Il y eut même lors de ce match contre Israël deux joueurs du RCS sous le maillot bleu puisque Frank Lebœuf évoluait en défense centrale.
Il est le dernier joueur ayant évolué au Racing Club de Strasbourg, mais aussi le dernier Alsacien, à avoir été sélectionné en équipe de France jusqu'à Morgan Schneiderlin lors de la coupe du monde de 2014 au Brésil.
Marc Keller inscrit son unique but en équipe de France après une frappe détournée de Florian Maurice le 3 juin 1997 contre le Brésil dans le cadre du Tournoi de France préparatif à la Coupe du monde 1998. Ce match est surtout resté dans les mémoires en raison du coup franc somptueux inscrit par Roberto Carlos pour l'ouverture du score brésilienne.
Keller dispute son dernier match en bleu contre la Russie le 25 mars 1998 (1-0). Déjà âgé de trente ans à l'époque, Keller ne fera pas partie des plans du sélectionneur pour la Coupe du monde 1998.

### Carrière dans le management
Très intéressé par le management du sport et à peine retraité, Marc Keller est appelé en 2001 par Patrick Proisy pour devenir manager général du Racing Club de Strasbourg. Il reste en place en 2003 alors que le club est cédé par le groupe IMG à un groupe d'investisseurs américains, une transition qu'il a d'ailleurs contribué à préparer. Jusqu'en 2006, il sera l'homme fort du club strasbourgeois. Sous sa direction, le Racing Club de Strasbourg remportera une Coupe de France en 2001, remontera en Ligue 1 en 2002, et décrochera un second trophée en 2005, avec la deuxième Coupe de la Ligue de l'histoire du Racing.
Marc Keller mène une politique de formation. C’est ainsi que le RCS verra éclore des joueurs comme Kevin Gameiro, Habib Bellaïd, Morgan Schneiderlin, Jean-Alain Fanchone, Ricardo Faty… En 2006, cette politique est directement récompensée par la victoire en Coupe Gambardella face à l’équipe des 18 ans de l’Olympique lyonnais.
Il quitte le RC Strasbourg en 2006 et rejoint alors l'AS Monaco. Il occupe les fonctions de Directeur Général à partir de l'été 2006. Il reste en poste deux saisons avant d'être renvoyé par le président Jérôme de Bontin en juin 2008. Après le départ de ce dernier, il retrouve ses fonctions en mai 2009. Il quitte finalement le club après la descente de l'équipe en Ligue 2 et des désaccords récurrents avec les dirigeants de l'ASM.
En juin 2012, il rachète avec dix autres actionnaires le RC Strasbourg à peine remonté en Championnat de France Amateur à Frédéric Sitterlé pour un euro symbolique. Il devient président du club alsacien dont l'objectif est de le ramener dans le monde professionnel. Ce qui est chose faite, pour la saison 2016-2017, avec la montée en ligue 2. Sous sa houlette, le RCS obtient le retour en Ligue 1 pour la saison 2017-2018.

### Vie privée
Il est marié à Sabryna Keller, présidente de l'association Femmes de foot. Ils ont un fils, Mehdi Keller, qui intègre l'organigramme du RCSA en juillet 2022.
Marc Keller célèbre les 100 ans du nom Racing Club de Strasbourg avec les supporters, en participant à un cortège organisé par les Ultra Boys 90 le 26 janvier 2019.
Le 14 avril 2018, Marc Keller se voit remettre le Bretzel d'or, distinction décernée par l’Institut des Arts et Traditions Populaires d’Alsace, récompensant chaque année des personnalités alsaciennes ayant contribué de manière remarquable à la défense et à l’illustration des arts et traditions populaires de la région.

## Palmarès

### En Club
- FC Mulhouse :
  - Vice-champion de Ligue 2 en 1989.
- RC Strasbourg :
  - Finaliste de la Coupe de France en 1995
- Karlsruher SC (1) :
  - Vainqueur de la Coupe Intertoto en 1996.
- West Ham United (1) :
  - Vainqueur de la Coupe Intertoto en 1999.

## Statistiques

### Détaillées
Ce tableau présente les statistiques en carrière de joueur de Marc Keller,.
| Saison                | Club                  | Championnat           | Championnat | Championnat | Championnat | Coupe nationale | Coupe nationale | Coupe nationale | Coupe de la Ligue | Coupe de la Ligue | Coupe de la Ligue | Supercoupe | Supercoupe | Supercoupe | Compétition(s) continentale(s) | Compétition(s) continentale(s) | Compétition(s) continentale(s) | Compétition(s) continentale(s) | Barrages | Barrages | Barrages | Finale Division 2 | Finale Division 2 | Finale Division 2 | France | France | France | Total | Total | Total |
| Saison                | Club                  | Division              | M.          | B.          | P.d.        | M.              | B.              | P.d.            | M.                | B.                | P.d.              | M.         | B.         | P.d.       | Comp.                          | M.                             | B.                             | P.d.                           | M.       | B.       | P.d.     | M.                | B.                | P.d.              | M.     | B.     | P.d.   | M.    | B.    | P.d.  |
| 1986-1987             | FC Mulhouse           | Division 2            | 15          | 1           | -           | 2               | 0               | -               | -                 | -                 | -                 | -          | -          | -          | -                              | -                              | -                              | -                              | -        | -        | -        | -                 | -                 | -                 | -      | -      | -      | 17    | 1     | 0     |
| 1987-1988             | FC Mulhouse           | Division 2            | 27          | 1           | -           | 6               | 0               | -               | -                 | -                 | -                 | -          | -          | -          | -                              | -                              | -                              | -                              | 1        | 0        | -        | -                 | -                 | -                 | -      | -      | -      | 34    | 1     | 0     |
| 1988-1989             | FC Mulhouse           | Division 2            | 25          | 8           | -           | 7               | 2               | -               | -                 | -                 | -                 | -          | -          | -          | -                              | -                              | -                              | -                              | -        | -        | -        | 2                 | 0                 | -                 | -      | -      | -      | 34    | 10    | 0     |
| 1989-1990             | FC Mulhouse           | Division 1            | 37          | 2           | 2           | 4               | 0               | -               | -                 | -                 | -                 | -          | -          | -          | -                              | -                              | -                              | -                              | -        | -        | -        | -                 | -                 | -                 | -      | -      | -      | 41    | 2     | 2     |
| 1990-1991             | FC Mulhouse           | Division 2            | 30          | 4           | -           | 3               | 0               | -               | -                 | -                 | -                 | -          | -          | -          | -                              | -                              | -                              | -                              | -        | -        | -        | -                 | -                 | -                 | -      | -      | -      | 33    | 4     | 0     |
| Sous-total            | Sous-total            | Sous-total            | 134         | 16          | 2           | 22              | 2               | -               | -                 | -                 | -                 | -          | -          | -          | -                              | -                              | -                              | -                              | 1        | 0        | -        | 2                 | 0                 | -                 | -      | -      | -      | 159   | 18    | 2     |
| 1991-1992             | RC Strasbourg         | Division 2            | 34          | 11          | 5           | 2               | 1               | -               | -                 | -                 | -                 | -          | -          | -          | -                              | -                              | -                              | -                              | 5        | 0        | 1        | -                 | -                 | -                 | -      | -      | -      | 41    | 12    | 6     |
| 1992-1993             | RC Strasbourg         | Division 1            | 34          | 8           | 6           | 1               | 0               | -               | -                 | -                 | -                 | -          | -          | -          | -                              | -                              | -                              | -                              | -        | -        | -        | -                 | -                 | -                 | -      | -      | -      | 35    | 8     | 6     |
| 1993-1994             | RC Strasbourg         | Division 1            | 27          | 6           | 1           | 1               | 0               | -               | -                 | -                 | -                 | -          | -          | -          | -                              | -                              | -                              | -                              | -        | -        | -        | -                 | -                 | -                 | -      | -      | -      | 28    | 6     | 1     |
| 1994-1995             | RC Strasbourg         | Division 1            | 21          | 2           | 1           | 6               | 1               | -               | 1                 | 0                 | -                 | -          | -          | -          | -                              | -                              | -                              | -                              | -        | -        | -        | -                 | -                 | -                 | -      | -      | -      | 28    | 3     | 1     |
| 1995-1996             | RC Strasbourg         | Division 1            | 33          | 8           | 4           | 4               | 0               | -               | 1                 | 0                 | -                 | -          | -          | -          | C4+C3                          | 6+6                            | 4+3                            | -                              | -        | -        | -        | -                 | -                 | -                 | 1      | 0      | 0      | 51    | 15    | 4     |
| Sous-total            | Sous-total            | Sous-total            | 149         | 35          | 17          | 14              | 2               | -               | 2                 | 0                 | -                 | -          | -          | -          | -                              | 12                             | 7                              | -                              | 5        | 0        | 1        | -                 | -                 | -                 | 1      | 0      | 0      | 183   | 44    | 18    |
| 1996-1997             | Karlsruher SC         | Bundesliga            | 33          | 9           | 1           | 5               | 1               | -               | -                 | -                 | -                 | -          | -          | -          | C3                             | 6                              | 3                              | 1                              | -        | -        | -        | -                 | -                 | -                 | 4      | 1      | 0      | 48    | 14    | 2     |
| 1997-1998             | Karlsruher SC         | Bundesliga            | 28          | 4           | 0           | 2               | 0               | -               | -                 | -                 | -                 | 2          | 0          | -          | C3                             | 5                              | 0                              | 0                              | -        | -        | -        | -                 | -                 | -                 | 1      | 0      | 0      | 38    | 4     | 0     |
| Sous-total            | Sous-total            | Sous-total            | 61          | 13          | 1           | 7               | 1               | -               | -                 | -                 | -                 | 2          | 0          | -          | -                              | 11                             | 3                              | 1                              | -        | -        | -        | -                 | -                 | -                 | 5      | 1      | 0      | 86    | 18    | 2     |
| 1998-1999             | West Ham United       | Premier League        | 21          | 5           | 1           | -               | -               | -               | 1                 | 0                 | -                 | -          | -          | -          | -                              | -                              | -                              | -                              | -        | -        | -        | -                 | -                 | -                 | -      | -      | -      | 22    | 5     | 1     |
| 1999-2000             | West Ham United       | Premier League        | 23          | 0           | 1           | -               | -               | -               | 4                 | 1                 | -                 | -          | -          | -          | C3                             | 7                              | 0                              | 0                              | -        | -        | -        | -                 | -                 | -                 | -      | -      | -      | 34    | 1     | 1     |
| 2000-2001             | West Ham United       | Premier League        | 0           | 0           | 0           | -               | -               | -               | 1                 | 0                 | -                 | -          | -          | -          | -                              | -                              | -                              | -                              | -        | -        | -        | -                 | -                 | -                 | -      | -      | -      | 1     | 0     | 0     |
| Sous-total            | Sous-total            | Sous-total            | 44          | 5           | 2           | -               | -               | -               | 6                 | 1                 | -                 | -          | -          | -          | -                              | 7                              | 0                              | 0                              | -        | -        | -        | -                 | -                 | -                 | -      | -      | -      | 57    | 6     | 2     |
| 2000-2001             | Portsmouth FC (prêt)  | Division 1            | 3           | 0           | -           | -               | -               | -               | -                 | -                 | -                 | -          | -          | -          | -                              | -                              | -                              | -                              | -        | -        | -        | -                 | -                 | -                 | -      | -      | -      | 3     | 0     | 0     |
| 2000-2001             | Blackburn Rovers      | Division 1            | 2           | 0           | -           | 3               | 0               | -               | -                 | -                 | -                 | -          | -          | -          | -                              | -                              | -                              | -                              | -        | -        | -        | -                 | -                 | -                 | -      | -      | -      | 5     | 0     | 0     |
| Sous-total            | Sous-total            | Sous-total            | 5           | 0           | -           | 3               | 0               | -               | -                 | -                 | -                 | -          | -          | -          | -                              | -                              | -                              | -                              | -        | -        | -        | -                 | -                 | -                 | -      | -      | -      | 8     | 0     | 0     |
| Total sur la carrière | Total sur la carrière | Total sur la carrière | 393         | 69          | 22          | 46              | 5               | -               | 8                 | 1                 | -                 | 2          | 0          | -          | -                              | 30                             | 10                             | 1                              | 6        | 0        | 1        | 2                 | 0                 | -                 | 6      | 1      | 0      | 493   | 86    | 24    |

### Buts en sélection
| # | Date        | Lieu                           | Adversaire | Résultat | Compétition       | Détail | Détail        | Détail | Sél. |
| - | ----------- | ------------------------------ | ---------- | -------- | ----------------- | ------ | ------------- | ------ | ---- |
| 1 | 3 juin 1997 | Stade de Gerland, Lyon, France | Brésil     | N 1 - 1  | Tournoi de France | 60e    | du pied droit | 1-1    | 4e   |

### Matchs internationaux
| Matchs internationaux de Marc Keller | Matchs internationaux de Marc Keller | Matchs internationaux de Marc Keller    | Matchs internationaux de Marc Keller | Matchs internationaux de Marc Keller | Matchs internationaux de Marc Keller | Matchs internationaux de Marc Keller                                  |
| #                                    | Date                                 | Lieu                                    | Adversaire                           | Résultat                             | Compétition                          | Notes                                                                 |
| ------------------------------------ | ------------------------------------ | --------------------------------------- | ------------------------------------ | ------------------------------------ | ------------------------------------ | --------------------------------------------------------------------- |
| 1                                    | 15 novembre 1995                     | Stade Michel-d'Ornano, Caen, France     | Israël                               | V 2 - 0                              | Éliminatoires de l'Euro 1996         | Entre en jeu à la place de Christian Karembeu à la 91e minute.        |
| 2                                    | 9 novembre 1996                      | Parken Stadium, Copenhague, Danemark    | Danemark                             | D 0 - 1                              | Match amical                         | Entre en jeu à la place de Zinédine Zidane à la 80e minute.           |
| 3                                    | 2 avril 1997                         | Parc des Princes, Paris, France         | Suède                                | V 1 - 0                              | Match amical                         | Entre en jeu à la place d'Ibrahim Ba à la 81e minute.                 |
| 4                                    | 3 juin 1997                          | Stade de Gerland, Lyon, France          | Brésil                               | N 1 - 1                              | Tournoi de France                    | Entre en jeu à la place de Robert Pirès à la 46e minute, puis buteur. |
| 5                                    | 7 juin 1997                          | Stade de la Mosson, Montpellier, France | Angleterre                           | D 0 - 1                              | Tournoi de France                    | Titulaire.                                                            |
| 6                                    | 25 mars 1998                         | Stade Dynamo, Moscou, Russie            | Russie                               | D 0 - 1                              | Match amical                         | Entre en jeu à la place de Christian Karembeu à la 63e minute.        |

## Dirigeant
- 2001-2006 : RC Strasbourg (directeur sportif puis directeur général)
- 2006-2008 : AS Monaco (directeur général)
- 2009-2011 : AS Monaco (directeur général)
- Depuis 2012 : RC Strasbourg (Président)

## Palmarès de joueur
- Vainqueur de la Coupe Intertoto en 1995 avec Strasbourg, en 1996 avec Karlsruhe et en 1999 avec West Ham
- Finaliste de la Coupe de France en 1995 avec Strasbourg
- Vice-champion de France de deuxième division en 1989 avec Mulhouse

## Palmarès de Président de club
- Champion de France de National en 2016 avec Strasbourg
- Champion de France de Ligue 2 en 2017 avec Strasbourg
- Vainqueur de la Coupe de la Ligue en 2019 avec Strasbourg

## Distinctions personnelles
- Chevalier de la Légion d'honneur (décret du 29 décembre 2023)[1]